# Destro
Destro, au nom civil de James McCullen Destro XXIV, est un personnage de la gamme de jouets et de la bande dessinée d'origine américaine G.I. Joe ainsi que du dessin animé G.I. Joe : Héros sans frontières. Chef des Grenadiers de fer, il est aussi fondateur et PDG de S.E.A.M., principal armurier et fournisseur d'armes de Cobra.

## Profil
Né à Callander en Écosse et nommé James McCullen Destro XXIV, Destro est laird du château Destro dans les Hautes-Terres. Le clan Destro conçoit et vend des armes depuis des siècles. Il gère désormais S.E.A.M. (société d'étude des armes militaires), le plus grand fabricant d'armements de pointe et l'une des plus grandes multinationales du monde. En tant qu'homme d'affaires, Destro dispose d'implantations dans la plupart des grandes villes du monde. Vivant dans le luxe, la guerre est son entreprise et sa passion. Il engage des mercenaires pour attiser les conflits afin de fournir des armes au plus offrant.
Les principales caractéristiques de Destro sont son sens de l'honneur, une attitude calme et sa proximité avec la Baronne de l'organisation Cobra. Il porte un masque de béryllium, une tradition qui remonte à la première révolution anglaise, quand un de ses ancêtres a été capturé par les hommes d'Oliver Cromwell après qu'il a vendu des armes aux deux camps. Contraint de porter un masque d'acier pour ses crimes — à la manière de l’Homme au masque de fer —, le clan Destro l'a depuis transformé en symbole de fierté transmis de génération en génération.

## Interprétations
- Pour le doublage du dessin animé, il est interprété par Francis Lax (SOFI, France) et Victor Désy (Sonolab, Québec).
- Dans le film G.I. Joe : Le Réveil du Cobra (2009), il est interprété par Christopher Eccleston; dans la séquelle G.I Joe : Conspiration (2013), il est présumé emprisonné à vie ou tué dans une explosion.